# Norwegische Landschaftsrouten

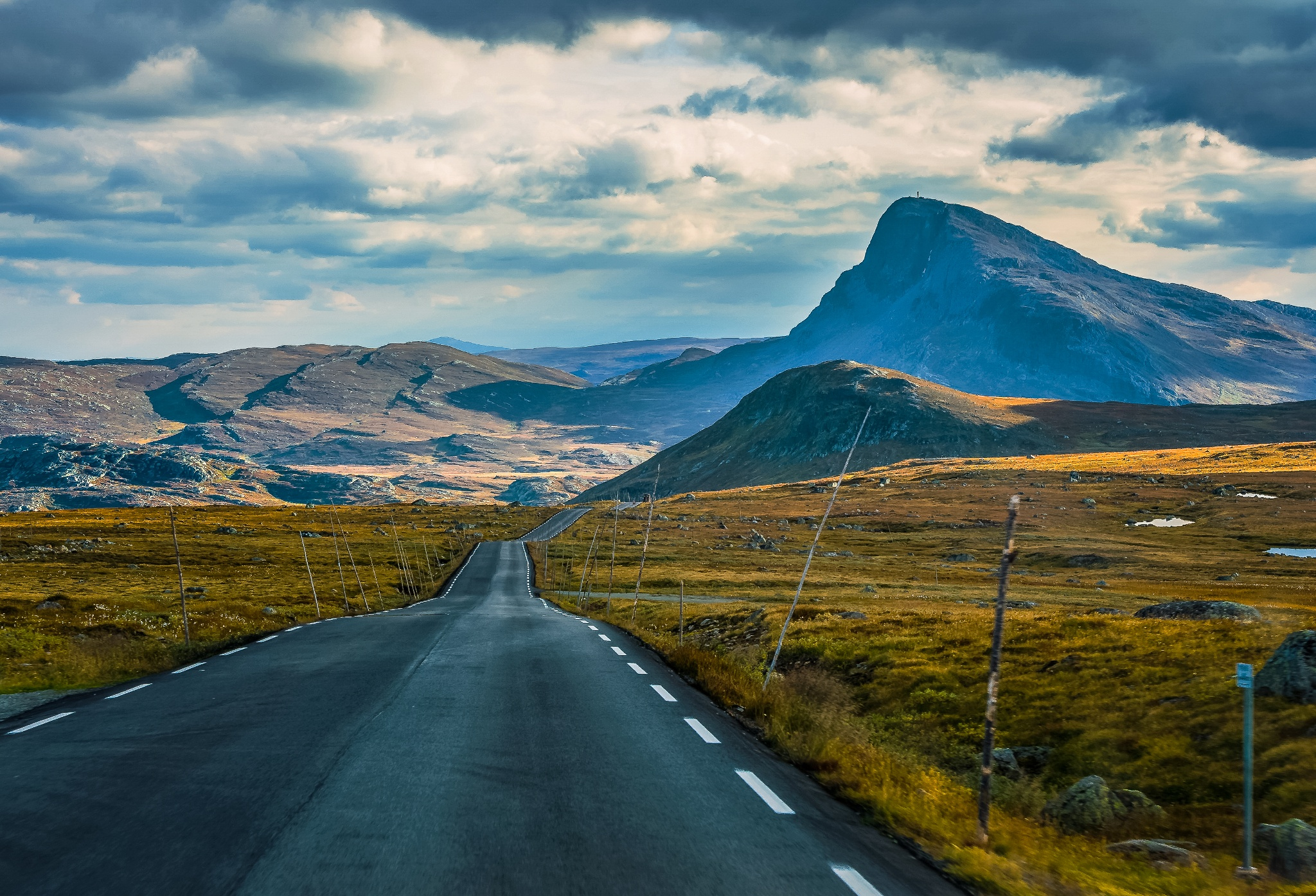
Die Landschaftsroute über die Valdresflye

Die Norwegischen Landschaftsrouten (norwegisch Nasjonale turistveger) sind 18 überregionale Haupt- und Nebenstraßen in Norwegen, die aufgrund ihrer pittoresken Landschaft und ihrer touristenfreundlichen Infrastruktur aus Rastplätzen und Aussichtspunkten von der Staatlichen Norwegischen Straßenverwaltung (Statens vegvesen) ausgewählt und ertüchtigt wurden. Die Routen erstrecken sich über eine Gesamtlänge von 1850 km und verlaufen durch alle Landesteile Norwegens, wobei sich 12 der 18 Strecken im touristisch besonders bedeutenden Südwesten des Landes befinden. Das übergeordnete Ziel des Projekts ist die Stärkung des Tourismus entlang dieser eher abgelegenen Strecken. Erwähnenswert ist dabei die Gestaltung der einzelnen Rastplätze durch renommierte Designer und Architekten.
Die Norwegischen Landschaftsrouten haben eine Länge von 27 bis 416 Kilometern.

## Geschichte
Das Projekt startete 1994 und war ursprünglich auf die Strecken Sognefjellet, Gamle Strynefjellsvegen (deutsch Alte Strynefjell-Straße), Hardanger und Helgelandskysten, die Küstenstraße Fv17 durch Helgeland, begrenzt. 1997 wurden diese Straßen offiziell als Landschaftsrouten ausgewiesen, und im darauffolgenden Jahr die Entscheidung durch das norwegische Parlament getroffen, das Projekt auszuweiten. Gemeinden wurden aufgefordert, entsprechende Strecken zu nominieren, was im Ergebnis zu 52 Vorschlägen mit einer Gesamtlänge von 8000 km führte. Von diesen wurden 2004 dann 18 Strecken ausgewählt mit dem Ziel, die erforderlichen Ausbaumaßnahmen bis zum Jahr 2015 abzuschließen und die Strecken als Landschaftsrouten zu eröffnen.
Mittlerweile (2017) sind alle Landschaftsrouten als solche be- und ausgeschildert. Jedoch werden noch weitere Rastplätze geplant und errichtet (zuletzt der Aussichtspunkt Utsikten an der Landschaftsroute Gaularfjellet sowie ein aufwendiger Umbau des Rastplatzes Vøringsfossen an der Landschaftsroute Hardangervidda). Endgültig fertiggestellt soll das Projekt im Jahr 2023 sein. Dann wird es über 200 Rast- und Aussichtsplätze entlang der Strecken geben.

### Gestaltung

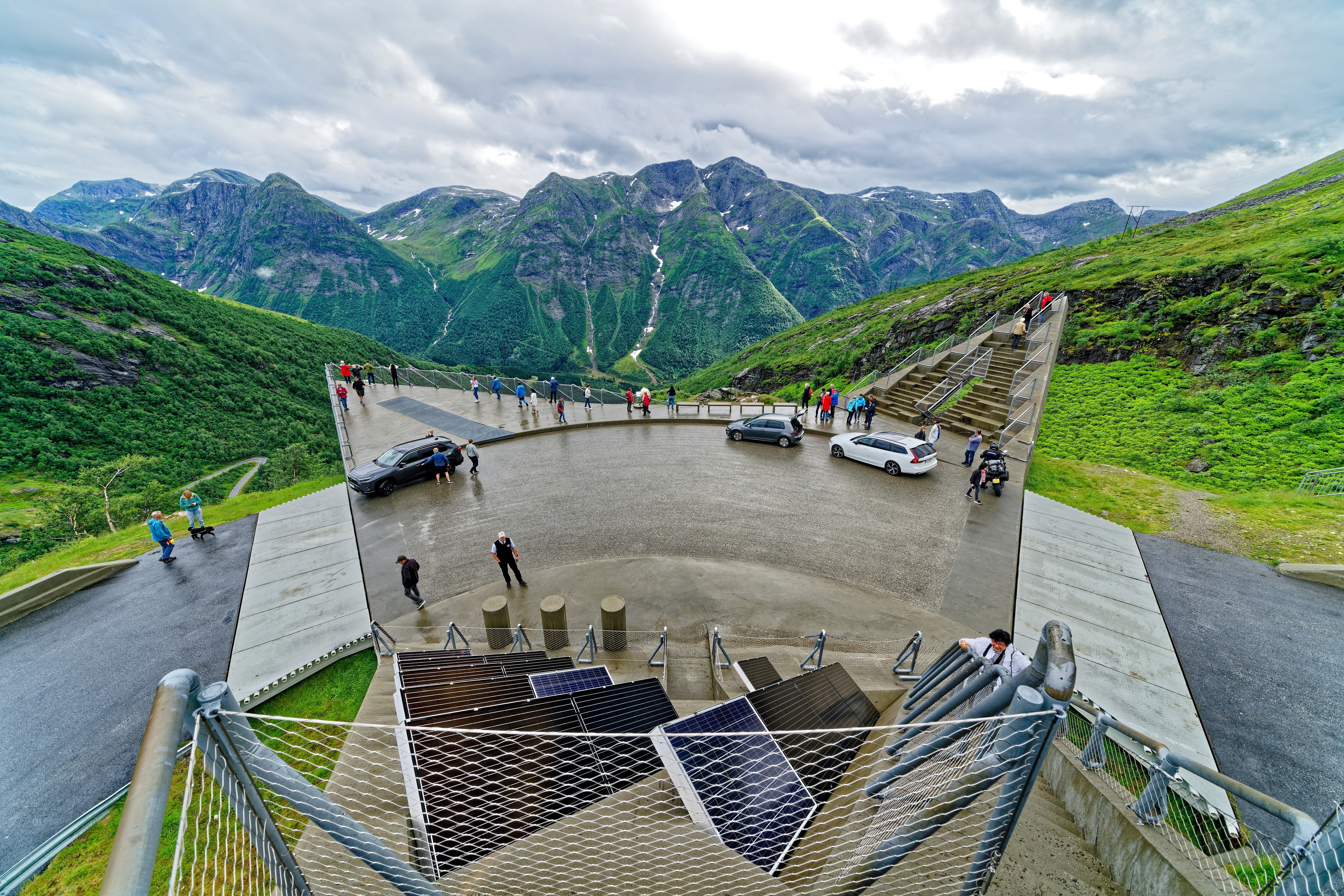
Aussichtspunkt Gaularfjell

Der Ausbau wird bis zum Jahr 2029 voraussichtlich rund 4,4 Mrd. Norwegische Kronen (390 Mio. Euro) kosten, für den Ausbau von Park- und Rastplätzen, Aussichtspunkten und Landschaftspflege. Die architektonische Gestaltung dieser Plätze soll das Erlebnis der Besucher steigern. Während die meiste Architektur von jungen Norwegern entworfen wurde, schufen die französisch-amerikanische Bildhauerin Louise Bourgeois und der Schweizer Architekt Peter Zumthor Raststätten in Varanger und Ryfylke. An ausgewählten Orten wurden Kunstwerke installiert, darunter eines des US-amerikanischen Objektkünstlers Mark Dion. Dessen Kunstwerk „DEN“ steht am Rastplatz Vedahaugane und zeigt einen im Wohlstandsmüll liegenden Bären.
Ab 2012 waren alle Routen beschildert und offiziell eröffnet. In diesem Jahr zeichnete das Architektur-Magazin Topos das Projekt mit einem Spezialpreis für dessen Architektur aus und hob insbesondere hervor, dass gerade der öffentliche Sektor sich für eine ästhetische Gestaltung eingesetzt hatte.
Zwei Routen sind Teil von Europastraßen: Die Europastraße 10 durch die Lofoten und die Europastraße 75 durch Varanger. Einige Gebirgspassstraßen wie der Sognefjellsvegen, Valdresflye und Trollstigen sind im Winter gesperrt.
Auf der Helgeland Küstenroute gibt es insgesamt sechs Autofähren, wohingegen es nur eine Fähre auf der Strecke Geiranger–Trollstigen gibt und drei auf der Strecke von Ryfylke nach Hardanger. Die Routen von Andøya und Senja sind durch eine Autofähre zwischen Andenes und Gryllefjord verbunden.

## Liste der Routen
Die nachfolgende Liste benennt die Landschaftsrouten, die offiziell eröffnet wurden, dafür vorgesehen sind und entsprechend ausgebaut werden. Die Liste enthält die Namen der Straßen, den Beginn und das Ende der Strecke, deren Länge und eine kurze Beschreibung.
| Name                    | Foto                                                                                              | Route                                                   | Provinzen           | Straßen                | Länge  | Beschreibung | Refs          |
| ----------------------- | ------------------------------------------------------------------------------------------------- | ------------------------------------------------------- | ------------------- | ---------------------- | ------ | --- | ------------- |
| Andøya                  |                                                                                                   | Åkneskrysset–Andenes                                    | Nordland            | 974, 976, 82           | 51 km  | Die Straße verläuft entlang der Westküste von Andøya, der nördlichsten Insel des Vesterålen Archipels, mit Fischerhütten zwischen unbefestigten weißen Sandstränden. Auf der Insel befindet sich Norwegens größte Sumpflandschaft; Wale, Seehunde und Vogelfelsen können beobachtet werden. Über eine Fähre kann die Landschaftsroute Senja erreicht werden. | [ 17 ]        |
| Atlanterhavsvegen       |                                                                                                   | Kårvåg–Bud                                              | Møre og Romsdal     | 64, 242, 663, 235, 238 | 36 km  | Von Kårvåg nach Vevang verläuft die Atlantikstraße, die zwischen ungeschützten Inseln und Schären angelegt und durch acht Brücken, Dammstraßen und Viadukte verbunden ist. Die Routen führt weiter entlang der Küste von Hustadvika, die als Schiffsfriedhof bekannt ist. | [ 18 ]        |
| Aurlandsfjellet         |                                                                                                   | Aurlandsvangen–Lærdalsøyri                              | Vestland            | 243                    | 47 km  | Die Durchquerung von Aurlandsfjellet führt am Lærdalstunnel vorbei, dem längsten Straßentunnel der Welt. Das unfruchtbare Gebirgsplateau bietet einen guten Ausblick über den 600 Höhenmeter tiefer liegenden Aurlandsfjord. | [ 19 ]        |
| Gamle Strynefjellsvegen |                                                                                                   | Grotli–Ospeli                                           | Innlandet, Vestland | 258                    | 27 km  | Die 1894 fertiggestellte Straße verbindet die Bergdörfer der Kommune Skjåk mit den Fjordsiedlungen von Stryn. Die Route führt im Osten um Gletscher und im Westen über eine steile, zerfurchtete Topografie. Wintersport ist bis weit in den Sommer möglich. Die Straße wird nicht vor Juni geöffnet. | [ 20 ]        |
| Gaularfjellet           | A small road climbs a mountainside in S-bends surrounded by green mountainsides and barren peaks. | Balestrand–Moskog                                       | Vestland            | 13, 55                 | 92 km  | Die Route über Gaularfjellet bietet eine Alternative zwischen dem Distrikt Sogn und dem Sunnfjord. Ausgehend vom Sognefjord führt sie an Seen, Stromschnellen und Wasserfällen vorbei, dabei wechselt die Landschaft von steilen Berghängen und Fjorden zu geschützten Tälern. | [ 21 ]        |
| Geiranger-Trollstigen   |                                                                                                   | Langevatn–Sogge bru                                     | Møre og Romsdal     | 63                     | 104 km | Nach dem Anstieg über die Spitzkehren des Trollstigen fällt die Route wieder ab zum Geirangerfjord, einem UNESCO-Weltkulturerbe, bis die Straße die Ortschaft Geiranger erreicht. | [ 14 ]        |
| Hardanger               |                                                                                                   | Halne–Steinsdalsfossen, Jondal–Utne, Kinsarvik–Tyssedal | Vestland            | 7, 550, 13             | 195 km | Die Route besteht aus drei Abschnitten in Hardanger, die zwischen Fjorden, Mooren, Gebirgen und Gletschern variieren. Die Gegend ist durchzogen von Wasserfällen wie dem Vøringfossen und Steinsdalsfossen. Die Region ist ein Markenzeichen der Norwegischen Nationalromantik. Entlang der Straße werden traditionelle Handwerkskunst und Früchte angeboten. | [ 16 ]        |
| Havøysund               | A road runs through a grassland tundra with the ocean in the background                           | Russelv–Havøysund                                       | Finnmark            | 889                    | 66 km  | Während die Route durch arktische, unberührte Landschaften verläuft, sind auf einer Seite das Meer und auf der andere die kahlen Gebirge. Die Gegend ist weitgehend unbewohnt mit Ausnahme einiger Fischerdörfer wie der Ortschaft Havøysund. | [ 22 ]        |
| Helgelandskysten        |                                                                                                   | Stokkvågen–Storvika                                     | Nordland            | 17                     | 129 km | Eine Alternative zur Europastraße 6 ist die küstennahe Nord-Süd-Route durch Helgeland. Die Seeseite ist gesäumt von 14.000 Inseln, während sich auf der Landseite unter anderem der Gletscher Svartisen und dessen Seitenarm Engabreen befinden, der aus 1200 Höhenmetern bis zur Küste abfällt. Im Norden liegt der Sund Saltstraumen, der stärkste Gezeitenstrom der Welt. | [ 13 ]        |
| Jæren                   |                                                                                                   | Ogna–Bore                                               | Rogaland            | 44, 507                | 41 km  | Die Strecke führt durchgehend an der Küstenlinie von Jæren entlang und bietet eine gute Aussicht auf Sandstrände und -dünen. Norwegens größte Tiefebene wird dominiert vom Ackerbau und gut gepflegten Kulturlandschaften. An der Küste stehen mehrere Leuchttürme. | [ 23 ]        |
| Lofoten                 |                                                                                                   | Fiskebøl–Å i Lofoten                                    | Nordland            | E10, 82                | 164 km | Der Archipel der Lofoten vereint das offene Meer mit Meerengen, weißen Stränden und steilen, spitzen Bergen. Die Weiler der Fischer beinhalten nicht nur produzierendes Gewerbe, sondern bewahren auch ein lebendiges Kulturerbe wie die Rorbu genannten norwegischen Fischerhütten. | [ 10 ]        |
| Rondane                 |                                                                                                   | Enden–Folldal                                           | Innlandet           | 27                     | 48 km  | Die Route hat den Rondane-Nationalpark und das Rondane-Massiv auf seiner Ostseite und eine Kulturlandschaft auf der Westseite. Die gut ausgeschilderten Berge sind trocken und eignen sich zum Wandern und Besteigen. An der Strecke sind auch die Bergwerke von Folldal. | [ 24 ]        |
| Ryfylke                 |                                                                                                   | Oanes–Sauda–Horda                                       | Rogaland            | 13, 46, 520            | 183 km | Der südliche Teil von Ryfylke hat eine fruchtbare Landschaft und Schären, die mit den Felsstürzen, Klippen, Fjorden und Bergen kontrastieren. Die Landschaft wird ergänzt um Zinkminen in Allmannajuvet und die Hüttenindustrie in Sauda. Die Felsplattform Preikestolen und dessen Aussicht auf den Lysefjord sind nur einen kurzen Abstecher entfernt. | [ 15 ]        |
| Senja                   |                                                                                                   | Gryllefjord–Botnhamn                                    | Troms               | 86, 862                | 84 km  | Die Route folgt der Westküste der Insel Senja und quert dabei einige Fischerdörfer. Über eine Fähre führt ist sie an die Landschaftsroute Andøy angebunden, welche eine Alternative zur Europastraße 6 bietet. | [ 25 ]        |
| Sognefjellet            |                                                                                                   | Lom–Gaupne                                              | Innlandet, Vestland | 55                     | 108 km | Der Gebirgspass Sognefjellet liegt in 1434 Meter Höhe über dem Meeresspiegel und ist damit die höchste Passstraße in Nordeuropa. Der Pass ist nur in den Sommermonaten geöffnet, da im Mai der Schnee oft noch an die 10 Meter zu beiden Seiten der Straße hoch liegt. Entlang der Route kann man von Schmelzwasser gespeiste, grüne Gebirgsseen, Gletscher und Bergkuppen sehen. Über die Route erreicht man den Jotunheimen- und den Jostedalsbreen-Nationalpark. | [ 12 ] [ 26 ] |
| Valdresflye             |                                                                                                   | Garli–Besstrond                                         | Innlandet           | 51                     | 37 km  | Valdresflye ist ein Gebirgsplateau, dessen Straßen eine Höhe von 1389 Metern erreichen. Von der Hochebene hat man einen Blick auf den Jotunheimen-Nationalpark, während weiter unten die Straße durch eine Kulturlandschaft mit Almen führt. | [ 27 ]        |
| Varanger                |                                                                                                   | Varangerbotn–Hamningberg                                | Finnmark            | E75, 341               | 160 km | Die Route folgt der Ostküste der Varanger-Halbinsel und wird begrenzt von der Barentssee. Im Süden verläuft die Straße durch schützende Birkenwälder und Sumpfland, ab der Stadt Vadsø wird die Vegetation schroff und karg. Im Winter werden die Küsten von Stürmen, überfrierendem Nebel und arktischen Nächten heimgesucht. Im Sommer vermischt sich die kurze sibirische Wärme mit der Mitternachtssonne. In Varanger wird seit langem grenzüberschreitender Handel betrieben, wodurch sich die Kulturen von Russen, Finnen, Norwegern und Samen durchmischt haben. | [ 11 ] [ 28 ] |